# Matt McGorry
Matthew David "Matt" McGorry (sinh ngày 12 tháng 4 năm 1986) là một nam diễn viên người Mỹ.

## Danh sách phim

### Điện ảnh
| Năm  | Phim                | Vai                | Ghi chú   |
| ---- | ------------------- | ------------------ | --------- |
| 2006 | Thursday            | Grey Malcolm       |           |
| 2006 | Gizor & Gorm        | Gorm               | Phim ngắn |
| 2008 | Killian             | Duncan             | Phim ngắn |
| 2010 | Public Access       | Vlado              | Phim ngắn |
| 2010 | Afghan Hound        | Tom                |           |
| 2015 | Ratter              | Michael            |           |
| 2015 | How He Fell in Love | Travis             |           |
| 2015 | Loserville          | Coach Casey Harris |           |
| 2015 | Say My Name         | Dancer & Actor     |           |
| 2018 | Step Sisters        | Dane               |           |